# At-Taka
At-Taka (arab. خربة) – nieistniejąca już arabska wieś, która była położona w dystrykcie Bajsan w Mandacie Palestyny. Wieś została wyludniona i zniszczona podczas I wojny izraelsko-arabskiej, po ataku sił żydowskiej Hagany 15 maja 1948 roku.

## Położenie
at-Taka leżała w Dolinie Jordanu u ujścia wadi strumienia Nachal Tawor. Wieś była położona w odległości 14 km na północny zachód od miasta Bajsan.

## Historia
Nie jest znana data założenia wioski. Po I wojnie światowej w 1918 roku cała Palestyna przeszła pod panowanie Brytyjczyków, który w 1921 roku utworzyli Brytyjski Mandat Palestyny. Umożliwiło to rozwój osadnictwa żydowskiego w Palestynie. W latach 20. XX wieku żydowskie organizacje syjonistyczne zaczęły wykupywać grunty w okolicy. W okresie panowania Brytyjczyków at-Taka była niewielką wsią, której mieszkańcy utrzymywali się z upraw zbóż.
Przyjęta 29 listopada 1947 roku Rezolucja Zgromadzenia Ogólnego ONZ nr 181 przyznała te tereny państwu żydowskiemu. Na początku I wojny izraelsko-arabskiej pojawiły się obawy, że tutejsze wioski arabskie mogą być wykorzystane przez Arabów do prowadzenia operacji wojskowych. Z tego powodu 15 maja 1948 roku siły Hagany zajęły wieś at-Taka, wysiedlając jej mieszkańców. Następnie wyburzono wszystkie domy.

## Miejsce obecnie
Teren wioski at-Taka pozostaje opuszczony, jednak jej pola uprawne zajął sąsiedni kibuc Geszer. Palestyński historyk Walid al-Chalidi tak opisał pozostałości wioski at-Taka: „Teren jest porośnięty kaktusami, palmami i drzewami eukaliptusowymi; nie pozostały żadne ślady po domach”.